# Carquebut
Carquebut település Franciaországban, Manche megyében. Lakosainak száma 297 fő (2018. január 1.). Carquebut Beuzeville-la-Bastille, Blosville, Chef-du-Pont, Liesville-sur-Douve, Sainte-Mère-Église és Sébeville községekkel határos.

## Népesség
A település népességének változása:
| Lakosok száma | 365  | 318  | 298  | 295  | 297  | 310  | 329  | 330  | 310  | 297  |
|               | 1968 | 1975 | 1982 | 1999 | 2006 | 2011 | 2013 | 2016 | 2017 | 2018 |